# Нестеров (изобретатель)
Г. Нестеров (Пётр Николаевич, даты рождения и смерти неизвестны) — русский изобретатель.
Приблизительно с 1832 г. работал механиком на суконной мануфактуре московского купца П. М. Александрова в с. Брынь Жиздринского уезда Калужской губернии. В 1834 г. изобрёл механический ткацкий станок для производства сукна большой ширины и в 1834—1835 гг. установил 20 таких станков на фабрике Александрова. Каждый станок делал до 40 ударов в минуту и вырабатывал сукно лучшего качества, чем обычный ручной.
Подобные станки в Западной Европе (Германия) появились лишь через 4 года.